# Jiří Mošna
Jiří Mošna (28. ledna 1928, Jičín – 4. července 2010, Stará Boleslav) byl český římskokatolický kněz, farář v Městě Touškově a osobní arciděkan.

## Život
Jiří Mošna se narodil v Jičíně jako nejmladší ze sedmi dětí v rodině státního zaměstnance. Otec pracoval zprvu jako financ na státní hranici a později jako úředník v důchodové kontrole. Matka byla ženou v domácnosti. Vychodil pět tříd obecné školy a dále pak 8 tříd gymnázia v Jičíně. Po gymnáziu přešel do semináře na bohosloveckou fakultu Univerzity Karlovy v Praze. V roce 1950 přerušil na půl roku studium v důsledku výkonu vojenské služby. Na kněze byl vysvěcen 29. června 1952 v Praze. Po vysvěcení byl kaplanem v Brandýse nad Labem, odkud spravoval farnost Svémyslice a Dřevčice zde působil do roku 1954. Poté působil dva roky jako administrátor ve Skalné u Chebu do roku 1956. Poté byl dočasně přeložen do Roudnice nad Labem jako kaplan. Od ledna do října roku 1957 byl administrátorem v Tismicích u Českého Brodu. Poté byl dva roky farářem v Pernarci. Od roku 1959 byl administrátorem ve Stráži u Tachova, zde byl v roce 1961 zatčen StB a obviněn za pobuřování proti republice. Byl odsouzen k deseti měsícům vězení nepodmíněně a k zákazu kněžské služby na dobu 8 let. Po propuštění pracoval několik let jako řidič sanitky a jako skladník. V roce 1964 požádal o znovunavrácení se do kněžské služby a v roce 1966 mu bylo vyhověno. V prosinci roku 1966 nastoupil jako farář do Města Touškova v okrese Plzeň-sever a také administrátorem excurrendo ve farnostech Kozolupy, Malesice, Chotíkov, Jezná a Plešnice.
V roce 1973 byl jmenován děkanem a okrskovým vikářem vikariátu Plzeň-sever. Tuto funkci zastával až do roku 1989. Za jeho zásluhy ho v roce 1988 arcibiskup pražský a primas český kardinál František Tomášek jmenoval osobním arciděkanem. Po 33 letech, v prosinci roku 1999 odešel z Města Touškova do Plzně, odtud jezdil do roku 2005 sloužit mše sv. do Kladrub. V prosinci roku 2005 kvůli zdravotnímu stavu odešel na zasloužilý odpočinek do Charitního domova sv. Václava ve Staré Boleslavi, kde 4. července 2010 ve věku 82 let zemřel. Zajímavostí je, že zemřel v den, kdy se farářem v jeho touškovské farnosti stal jeho dlouholetý dobrý přítel a kolega Vladimír Gajdušek. Pohřební mše svatá se konala 12. července v poutním chrámu Nanebevzetí Panny Marie ve Staré Boleslavi. Poté byl pohřben v rodinné hrobce v Jičíně. Dne 18. července pak byla v Městě Touškově ve farním kostele Narození sv. Jana Křtitele sloužena jeho nástupcem a současným farářem ve Městě Touškově Vladimírem Gajduškem zádušní mše svatá. Dne 28. září 2009 při papežské návštěvě v ČR se Jiří Mošna setkal s papežem Benediktem XVI.

## Pastýřská činnost v Městě Touškově
Do Města Touškova nastoupil v roce 1966 jako kněz ve svých 38 letech. Spravoval kromě Města Touškova i dalších pět farností. Jeho činnost se dotkla prakticky každého touškovského občana. V 60. a 70. letech organizoval zájezdy za poznáním významných, kulturních a církevních památek. Mnohé z touškovských občanů křtil, mnohým křtil děti, jiné oddával, dalším pomáhal útěchou při rozloučení s nejbližšími. Je třeba připomenout i starost o církevní památky, které během jeho působení v nelehkých podmínkách minulého režimu nejen nechátraly, ale byly i dobře udržovány. S velkými oběťmi opravil v Městě Touškově krásný farní kostel a s těžkým srdcem jej v roce 1999 opouštěl. Po celou dobu jeho působení byla udržena tradice půlnočních mší, které byly opravdu o půlnoci. Podporoval činnost skautského oddílu v Kozolupech a činnost chrámového sboru v Městě Touškově.

## Galerie

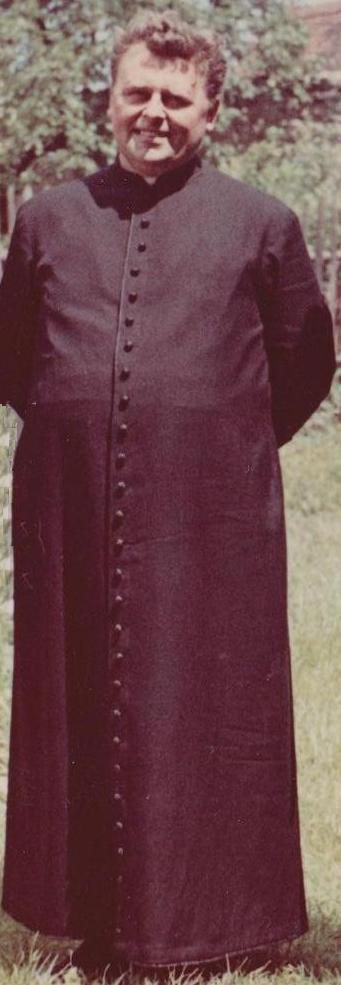
P. Jiří Mošna – farář touškovský
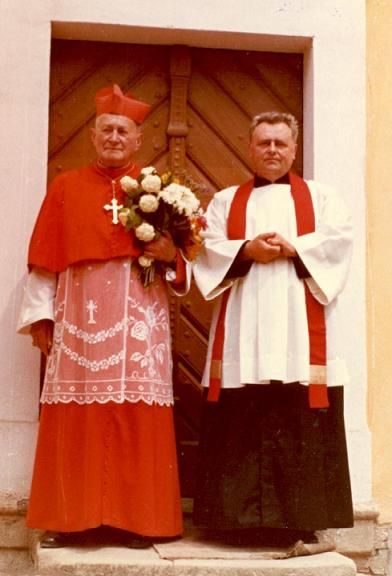
Návštěva Františka kardinála Tomáška v Městě Touškově, vpravo Jiří Mošna
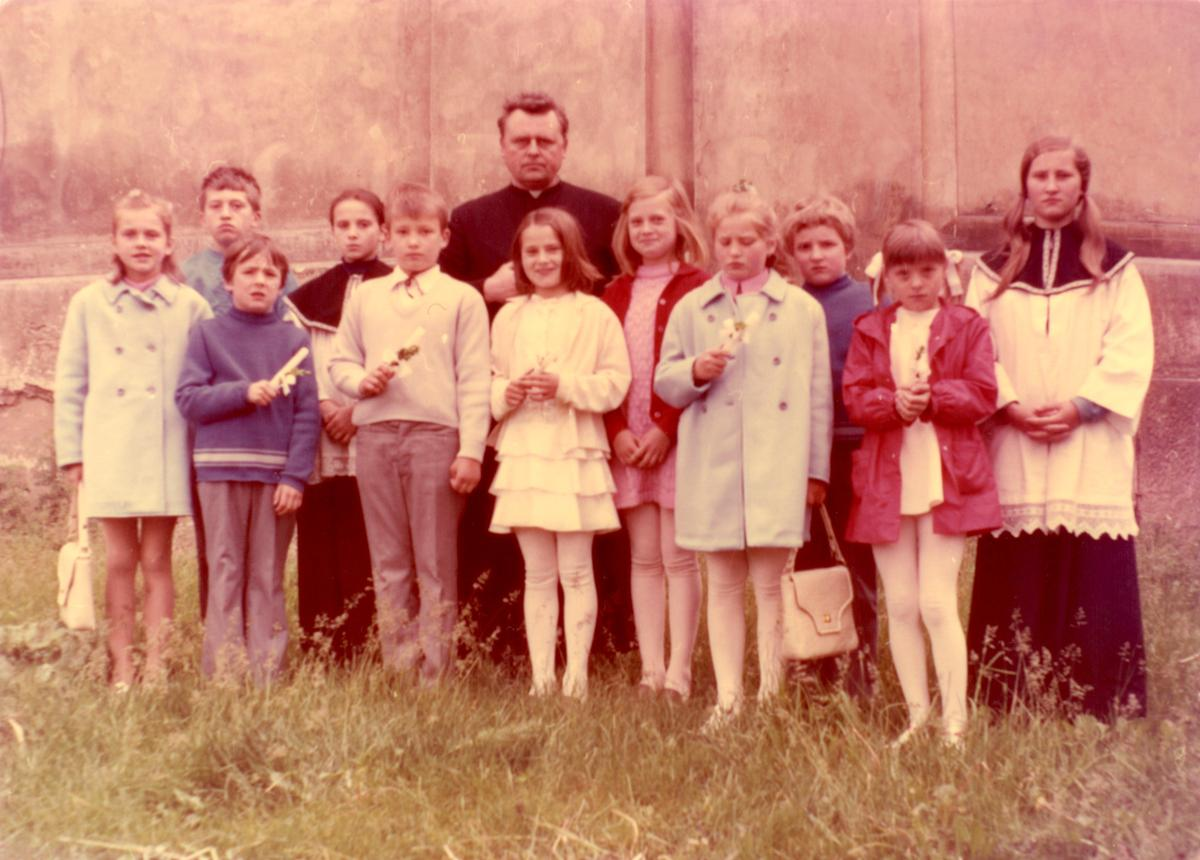
1. sv. přijímání 1974 Město Touškov, P. Jiří Mošna